# ZEWO
La fondation ZEWO (Zentralstelle für Wohlfahrtsunternehmen) est un service suisse labellisant des organisations d’utilité publique collectant des dons.
La fondation ZEWO a pour objectif d'assurer la transparence sur le marché des dons. La fondation ZEWO audite les organisations d’utilité publique et vérifie qu’elles utilisent les dons de manière consciencieuse. Elle accorde un label de qualité à celles qui passent l'audit. Le label ZEWO atteste d’un usage conforme au but, économique et performant des dons et désigne les organisations transparentes et dignes de confiance.